# Nagy György (műsorvezető)
Nagy György (Budapest, 1953. január 23. – Budapest, 2017. június 27.) magyar televíziós műsorvezető, szerkesztő.

## Élete

Stekovics Gáspár felvételén

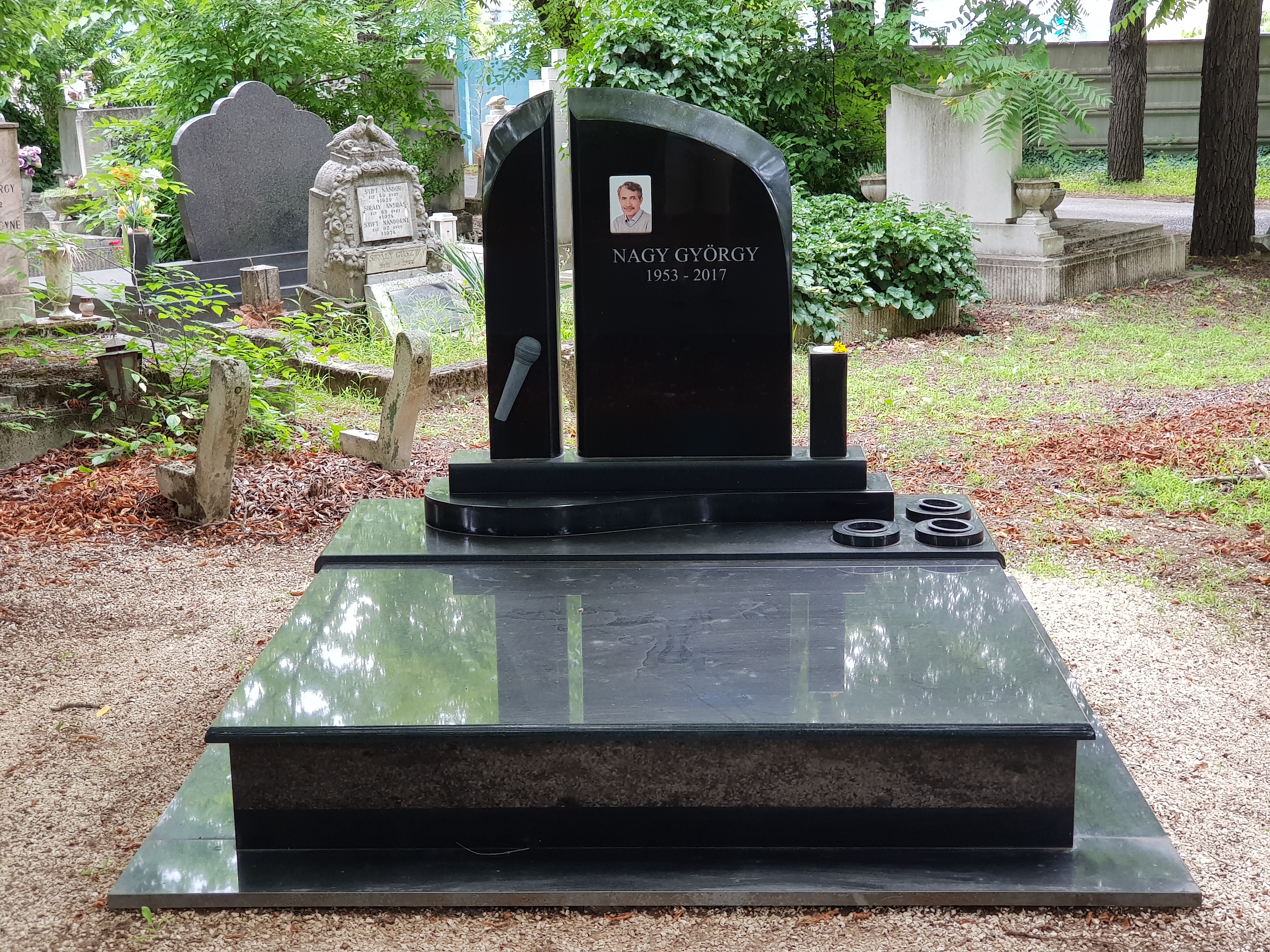
Síremléke az Új köztemetőben

1953. január 23-án született Budapesten. Gyermekkorában zongorázni tanult. A Puskás Tivadar Távközlési Technikumban végezte középiskolai tanulmányait 1967 és 1971 között, ahol híradástechnikusi végzettséget szerzett. 1971-ben sikertelenül jelentkezett a Magyar Rádióba hangtechnikusnak. Végül a Magyar Televízióhoz került képtechnikusként, szeptember 3-ától. 1971 és 1983 között képvágó volt, s ez idő alatt elvégezte Czabarka György és Molnár Miklós segédoperatőr-tanfolyamát. Rendezőasszisztensként dolgozott, közben orgonista volt a Volvo és a Viktória rockegyüttesben. Videóklipek, komoly- és könnyűzenei koncertek rendezésén is munkálkodott, vetélkedőkhöz írt kérdéseket, és filmvágóként is közreműködött. Rendezett és közreműködött reklámfilmekben, írásai pedig az Élet és Irodalom és a Képes 7 lapokban jelentek meg. 1983-ban az ELTE Bölcsészettudományi Karán végzett történelem–népművelés szakon. A Magyar Televízió Ifjúsági Osztályának szerkesztő-riportere lett. Készített dokumentumfilmeket, stúdióbeszélgetéseket, riportműsorokat. 1986-tól kommentátora volt állami ünnepségeknek. Részt vett 1992-ben II. János Pál pápa magyarországi látogatásának televíziós közvetítéseiben, valamint közreműködött választási műsorokban is. 1988-tól 2006-ig volt látható HOL-MI címmel hétvégi ifjúsági programajánló műsora. 1994-ben lett az Ablak című szolgáltatóműsor szerkesztő-riportere, 13 éven át pedig a Formula–1 magyar nagydíj televíziós közvetítésében működött közre riporterként. 2002-ben a Főtér című műsor szerkesztőség vezetője lett. 2005–2006-ban hétköznap délutánonként talkshow-t vezetett a Nagy Vita címmel lányával, Székely-Nagy Katalinnal. 2007-ben az 50 éves Magyar Televízió részére 75 részes műsort készített Szabadság tér 17 címmel. A 2010 januárjában indult Hogy volt?! című válogatásműsor felelős szerkesztője, a Magyarország története című 46 részes műsornak pedig forgatókönyvíró-műsorvezetője volt. Köztévé címmel 50 részes sorozatot készített Aczél Endrével, Ez az Ő napja címmel pedig 1848-as portrésorozatot készített Ráday Mihállyal. Rocklexikon címmel készült 12 részes portrésorozata rock-előadókról.
2013-ban gyomorrákot diagnosztizáltak nála, azonban műtéte és kezelése után visszatért dolgozni. 2017 elején az MTVA a nyugdíjazását kérte, távozott a csatornától. 2017. június 27-én hunyt el.
Július 19-én kísérték utolsó útjára a budapesti Új köztemetőben. A temetésén részt vett többek között Bródy János, Fábry Sándor, Gaskó Balázs, Kovács Kati, Rózsa György és Rudolf Péter.

## Televíziós műsorai
- Ablak
- A Reggel
- Naprakész
- Szabadság tér 17
- HOL-Mi?
- Nagy Vita (talk-show)
- Főtér
- Köztévé
- „Ez az Ő napja”
- Rocklexikon
- Magyarország története, 2010
- Hogy volt?!

## Portréműsorok
- Balázs Fecó
- Bródy János
- Bessenyei Ferenc

## Kötetei
- Magyarország apróbetűs története; Kossuth, Budapest, 2010
- A kör bezárul; Duna International, Budapest, 2012
- Magyarország apróbetűs története 2.; Kossuth, Budapest, 2018
- Magyarország apróbetűs históriája - A honfoglalástól az Uniós csatlakozásig; Kossuth, Budapest, 2021

## Díjai, elismerései
- Kiváló Dolgozó
- Kiváló Munkáért
- MTV Nívódíj (8 alkalommal)
- Miskolci Tévéfesztivál díja (1984)
- MÚOSZ Nívódíj (1987)
- Podmaniczky-díj (2005)
- Szolnoki Nemzetközi Tudományos Filmfesztivál megosztott első díja (2011)